# Błonie (województwo małopolskie)
Błonie – wieś w Polsce położona w województwie małopolskim, w powiecie tarnowskim, w gminie Tarnów.
W latach 1975–1998 miejscowość administracyjnie należała do województwa tarnowskiego.

## Części miejscowości
| Identyfikator SIMC | Nazwa miejscowości | Rodzaj miejscowości |
| ------------------ | ------------------ | ------------------- |
| 0832670            | Kamionka           | część wsi           |
| 0832686            | Kopalina           | część wsi           |
| 0832692            | Osicze             | część wsi           |
| 0832700            | Piekło             | część wsi           |
| 0832717            | Szpatkówka         | część wsi           |
| 0832723            | Wola Błońska       | część wsi           |

## Toponimia
Miejscowość wzięła swą nazwę od łąki nad rzeką Dunajec. Słowo błonie oznacza bowiem rozległą równinę pokrytą łąką. W XVIII wieku przesunięto koryto rzeki na wschód odcinając tym samym wspomniane pastwiska od dworu. Znalazły się one po stronie Łukanowic. W zachowanym liście do władz z 1774 roku dzierżawca Błonia Kazimierz Petryczyn, wyrażał swoje obawy związane z przekopaniem nowego koryta dla Dunajca.

## Charakterystyka i historia wsi
Wieś była własnością rodziny Błońskich herbu Biberstein. W 1402 roku w źródłach pisanych pojawia się pierwsza wzmianka o tej wsi. Nieco później przy granicy ze Zgłobicami powstała Wola Błońska. Około 1470 roku w Błoniu znajdowały się dwa dwory, pierwszy Jana Błońskiego, drugi Tomasza Kazimirskiego, o tych samych herbach. W XVII i na początku XVIII wieku wieś należała do rodu Łodzińskich. 
Po I rozbiorze Polski wieś znalazła się w zaborze austriackim. Od 1782 r. znajdowała się w cyrkule bocheńskim. W wydanej po raz pierwszy w 1786 r. „Geografii (...) Galicyi i Lodomeryi” jej autor, Ewaryst Andrzej, hrabia Kuropatnicki, pisał o Błoniu: Wieś nad Dunajcem rzeką, domu Łodzińskich dziedzictwo. Sławna przewozem przez Dunajec na promach z masztami i żaglami na drodze wiedeńskiej ku Lwowu. 
W 1827 roku właścicielem wsi był Maciej Bukowski.
W 1868 roku właściciel Błonia, Adolf Jordan sprowadził z Paryża Rufina Piotrowskiego. Przez dwa lata mieszkał on we wsi i był nauczycielem domowym w miejscowym dworze. W późniejszym czasie dwór pełnił funkcje letniskowe. W 1898 roku w tarnowskiej „Pogoni” pojawiło się ogłoszenie o dworskiej willi w Błoniu składającej się z czterech pokoi i kuchni w pobliżu sosnowego lasu do wynajęcia dla potrzebujących świeżego powietrza.
27 listopada 1882 roku na Uniwersytecie Jagiellońskim Adam Jordan rodem z Błonia otrzymał stopień doktora praw. W 1902 roku właścicielem wsi był Franciszek Jordan.
W 1906 roku diecezja tarnowska zakupiła parcelę i rok później w miejscu starej resztówki dworskiej wybudowano willę „Ave” z przeznaczeniem na letni wypoczynek dla alumnów Wyższego Seminarium Duchownego w Tarnowie. Obok niej powstała kaplica i gospodarstwo rolne. W willi odbywały się zajęcia dydaktyczne podczas I wojny światowej, kiedy budynek seminaryjny w Tarnowie został zajęty przez wojsko i używany jako szpital oraz podczas okupacji niemieckiej w latach 1940–1941. 22 maja 1941 roku pod zarzutem prowadzenia nielegalnego uboju Gestapo aresztowało w Błoniu m.in. rektora Wyższego Seminarium Duchownego księdza Romana Sitkę. W 1960 roku wybudowano nową kaplicę, która od 1980 pełni funkcję kościoła parafialnego.
Obecnie miejscowość słynie z wyrobu opłatków i wędliny. Zakład przetwórczo-handlowy WSD produkuje rocznie ponad milion opłatków.
Zob. Film prezentujący produkcję opłatków w Błoniu.

## Zabytki
Obiekt wpisany do rejestru zabytków nieruchomych województwa małopolskiego.
- Cmentarz wojenny nr 198.

## Szkoła w Błoniu
W latach siedemdziesiątych XVIII w. istniał w Błoniu punkt nauczania, który znajdował się we dworze. Na początku XIX w. utworzono tutaj szkołę parafialną. W 1908 roku powstała szkoła tzw. 1-klasowa, która swego budynku doczekała się dopiero w 1937 roku. W czasie wojny, w latach 1944–1945 w szkole stacjonowało wojsko niemieckie. W latach 1946–1951 obok starego budynku rozpoczęto budowę nowego, murowanego, który stoi do dziś.

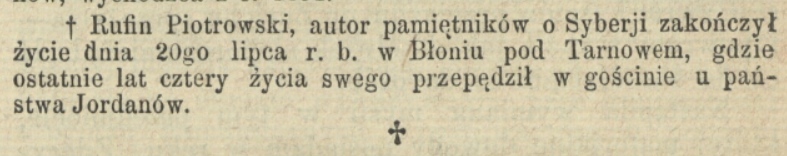
Nekrolog Głos Polski. 1872, nr 7 (15 sierpnia)

## Osoby związane z miejscowością
- Rufin Piotrowski – w latach 1868–1870 mieszkał i nauczał we dworze Adolfa Jordana w Błoniu[20].
- Roman Sitko – w latach okupacji niemieckiej ziem polskich zorganizował w Błoniu mieszkanie i nauczanie dla studentów tarnowskiego Seminarium Duchownego.